# Iarohivka, Dîkanka
Iarohivka (în ucraineană Ярохівка) este un sat în comuna Ordanivka din raionul Dîkanka, regiunea Poltava, Ucraina.

## Demografie
Componența lingvistică a localității Iarohivka
     Ucraineană (95,83%)
     Rusă (4,17%)
Conform recensământului din 2001, majoritatea populației localității Iarohivka era vorbitoare de ucraineană (95,83%), existând în minoritate și vorbitori de rusă (4,17%).